# Heidrich Balázs
Heidrich Balázs (Kazincbarcika, 1970. február 24. –) magyar közgazdász, egyetemi tanár, 2016 és 2024 között a Budapesti Gazdasági Egyetem rektora.

## Életpályája
1993-ban diplomázott a Miskolci Egyetem közgazdaság-tudományi szakán. 1993-tól a Magyar Közgazdasági Társaság tagja. 1993–1998 között a Miskolci Egyetem Gazdaságtudományi Kar Szervezési és Vezetési Tanszék egyetemi tanársegéde, 1998–2000 között egyetemi adjunktusa volt. 1999-ben a Miskolci Egyetem Gazdaságtudományi Karán PhD fokozatot szerzett. 1999-től a Szervezetfejlesztők Magyarországi Társaságának tagja. 2000–2010 között a Miskolci Egyetem Gazdaságtudományi Kar Vezetéstudományi Intézetének egyetemi docense volt. 2002–2006 között a Miskolci Egyetem Gazdaságtudományi Kar dékánhelyetteseként dolgozott.
2005–2011 között a Magyar Tudományos Akadémia IX. osztálya Vezetés- és Szervezéstudományi Bizottságának tagja volt. 2009–2016 között a Budapesti Gazdasági Főiskola Pénzügyi és Számviteli Karán a Menedzsment és Emberi Erőforrások Intézet intézetvezetője és egyetemi docens volt. 2010–2016 között a Budapesti Gazdasági Főiskola Pénzügyi és Számviteli Karának dékánja volt. 2011 óta a Magyar Tudományos Akadémia IX. osztálya Gazdálkodástudományi Bizottságának tagja. 2016 óta a Budapesti Gazdasági Egyetem Pénzügyi és Számviteli Kar Menedzsment és Gazdaságinformatika Intézetének egyetemi tanára, valamint 2016 és 2024 között a Budapesti Gazdasági Egyetem rektora. 2018 óta a Magyar Rektori Konferencia Állami tagozatának alelnöke.
Kutatási területe: a szervezeti kultúra változása Kelet-Európában, a szolgáltatások vezetési és értékrendi kérdései, az egyetemek vezetése és kulturális változásai, valamint a családi vállalkozások vezetése és utódlási kérdései.

## Művei
- A vállalati kultúra magyar sajátosságairól (1997)
- A szervezeti kultúra változtatásáról és vezetési kérdéseiről (1998)
- Szervezeti kultúra és interkulturális menedzsment (2001)
- Szolgáltatás menedzsment (Nádor Évával, Somogyi Alizzal és Mester Csabával; 2006)
- Services and Service Management (Réthi Gáborral, 2012)